# Garfield: A Tail of Two Kitties (computerspel)
Garfield: A Tail of Two Kitties is een computerspel gebaseerd op de gelijknamige film, die op zijn beurt weer is gebaseerd op de stripserie Garfield.
Het spel is ontwikkeld door Two Tribes B.V. en in 2006 uitgebracht voor de Nintendo DS, PlayStation 2 en Windows.

## Verhaal
Wanneer zijn baasje Jon naar Engeland vertrekt, reist Garfield stiekem mee in Jons koffer. In Engeland ontmoet Garfield al snel Prince, de kat van een rijke Britse familie en de erfgenaam van een groot landhuis. Garfield en Prince lijken sprekend op elkaar, en worden dan ook al snel voor elkaar aangezien. Prince wordt echter ontvoerd door Lord Dargis, die zelf zijn zinnen op het landhuis en het fortuin heeft gezet. Het is aan Garfield om hem te stoppen.

## Spel
Het spel bestaat uit tien omgevingen gebaseerd op de film. Elke omgeving bevat acht missies waar de speler uit kan kiezen. Missies kunnen bestaan uit vijanden verslaan, specifieke voorwerpen vinden, puzzels oplossen en zelfs racen.
Het moeilijkheidsniveau van het spel kan worden aangepast.